# Вонг-Чу
Вонг-Чу, Чинчу, Райдак (хинди रायडेक) — река, являющаяся притоком реки Брахмапутра и пересекающая бутано-индийскую и индийско-бангладешскую государственные границы. Она протекает через Бутан, Индию и Бангладеш. Это одна из главных рек округа Алипурдуар в Индии.
Общая протяжённость главного русла составляет 370 километров. Длина речной системы Вонг-Чу с притоками — почти 610 километров только в Бутане. Площадь водосборного бассейна — 5502 км².

## Течение

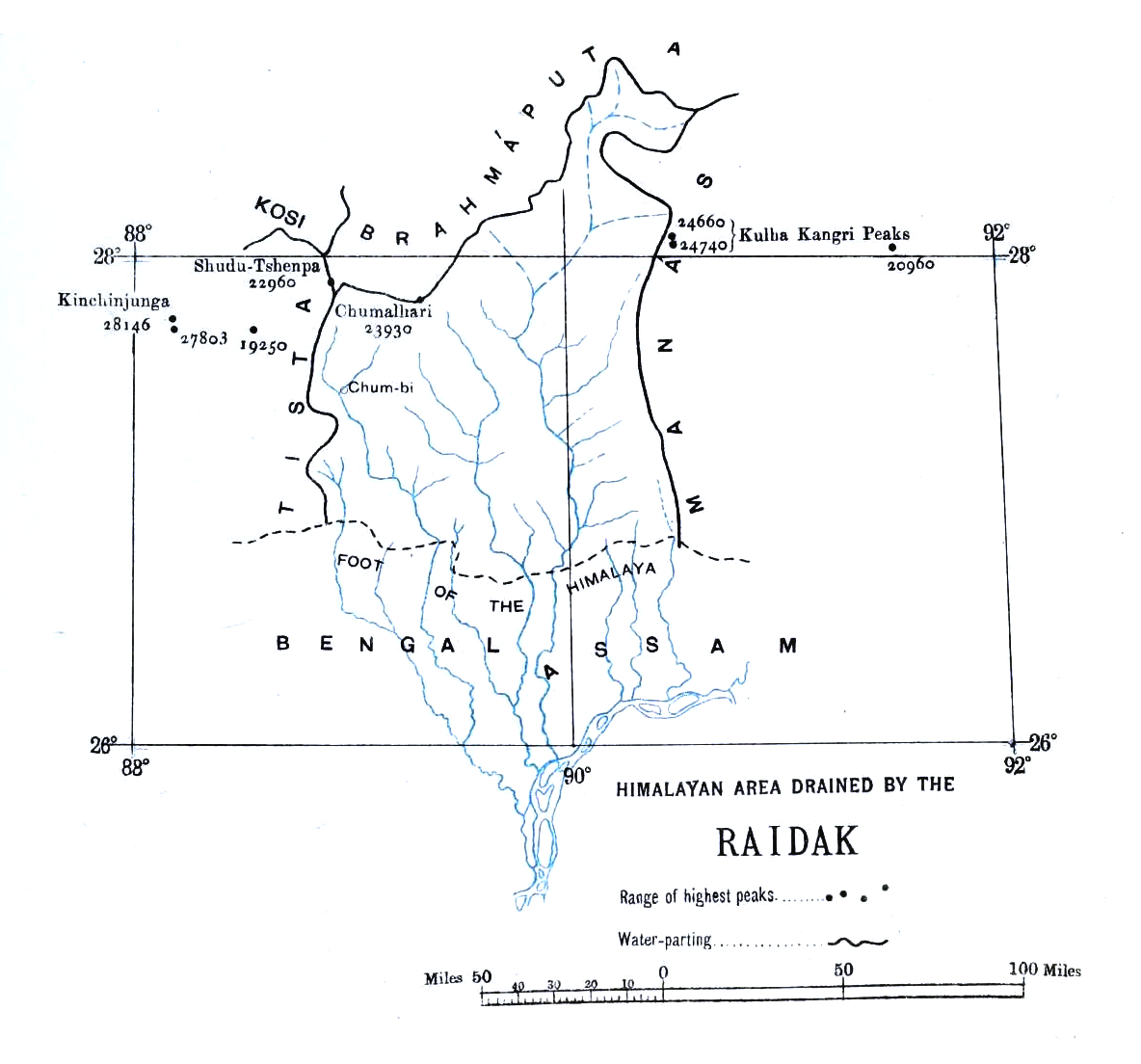
Бассейн реки

### Бутан
Вонг-Чу начинается в Гималаях на высоте 6400 м над уровнем моря. В верховьях река имеет быстрое течение, в её русле — большие каменные глыбы. Между Тхимпху и местом слияния с Паро-Чу русло реки расширяется, но затем она течёт по узкому ущелью с крутыми скалистыми склонами. Далее она течёт на юго-восток по сравнительно открытой долине. К ней присоединяется несколько небольших притоков, стекающих с близлежащих гор. Прямо над Ринпунг-дзонгом слева в нее впадает значительный приток Та-Чу. На западе в Вонг-Чу впадает Ха-Чу.
У Ташичо-дзонга русло реки находится на высоте около 2121 метра над уровнем моря, а в месте ее впадения в Дуары высота над уровнем моря составляет 90 метров.

### Западная Бенгалия и Бангладеш

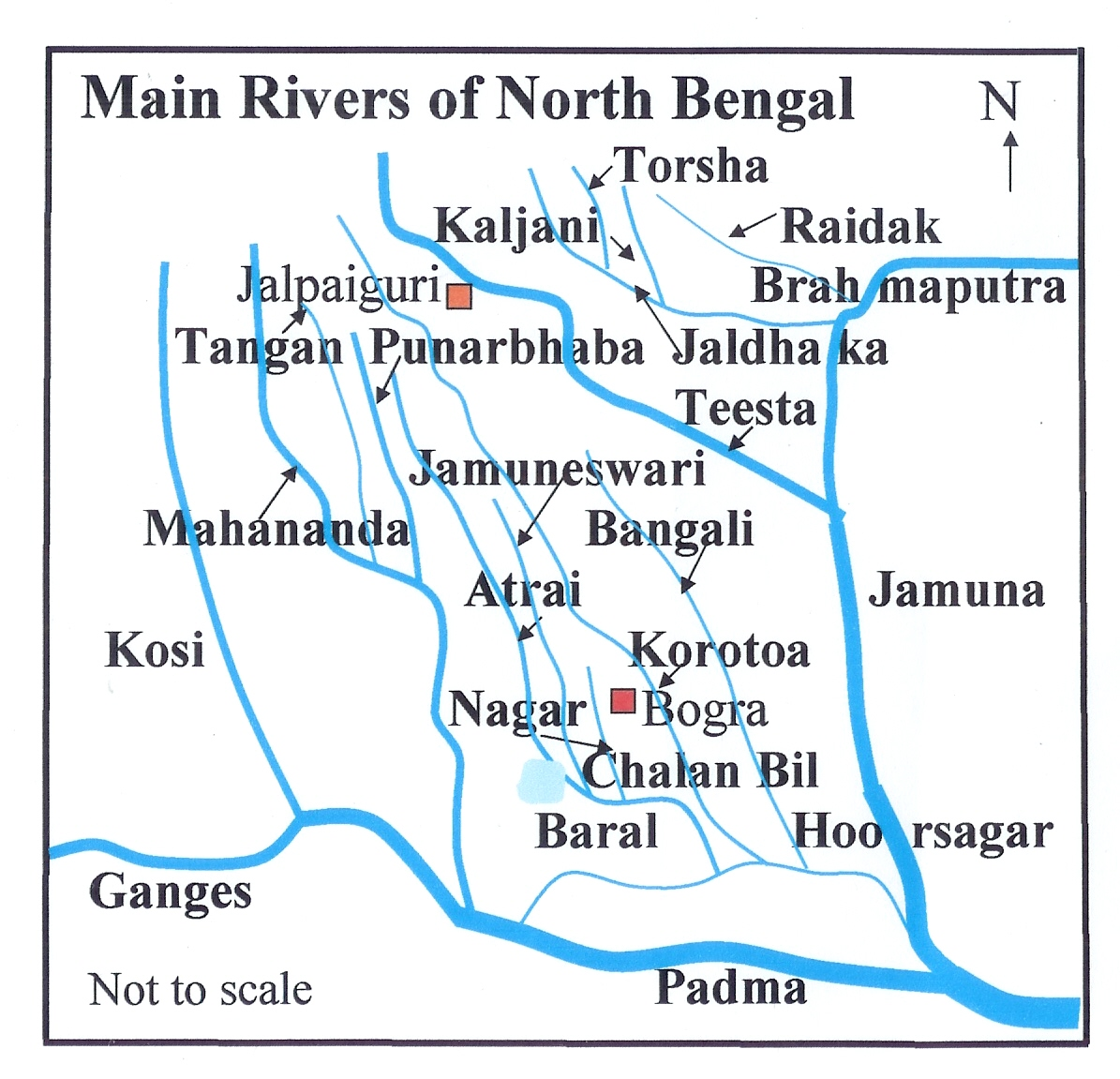
Карта рек Западной Бенгалии

Райдак спускается на равнину в районе Джалпайгури(Камахьягури), а затем протекает через округ Куч-Бихар в Западной Бенгалии. Райдак сливается с Брахмапутрой в округе Куриграм в Бангладеш, где ее иногда называют рекой Дудхкумар.
В районе Алипурдуар разделяется на два рукава, один из которых через 54 (или 55) км сливается с Санкошем, а второй через 90 км впадает в Торсу. Скорость течения во втором, западном, рукаве — 1,8 м/с.

## Гидроэлектростанция Чукха
Проект гидроэлектростанции дзонгхага Чукха мощностью 336 МВт, использующий воды Ванг-Чу, исторически был одной из крупнейших единовременных инвестиций, сделанных в Бутане, и представлял собой важный шаг на пути к использованию огромного гидроэнергетического потенциала страны. Гидроэлектростанция Чукха была построена Индией «под ключ», при этом Индия предоставила 60 % капитала в виде гранта и 40 % в виде кредита на весьма льготных условиях. По условиям соглашения, Индия в свою очередь получает всю электроэнергию, вырабатываемую в рамках проекта сверх потребностей Бутана, по гораздо более низким ценам, чем стоимость выработки электроэнергии в Индии из других источников. Расположенная между Тхимпху и индийской границей, 40-метровая плотина была построена в деревне Чимакоти, в 1,6 км вверх по течению от точки слияния рек Ти-Чу и Вонг-Чу. От плотины вода отводилась по туннелям длиной 6,5 км с понижением высоты более чем на 300 метров к Чухинской электростанции для выработки электроэнергии. Строительство началось в 1974 году и завершилось в 1986—1988 годах.

## Гидроэлектростанция Тала
Тала — это гидроэлектростанция руслового типа на реке Ванг-Чу в районе Чукха, Бутан. Станция состоит из 92-метровой гравитационной плотины, которая отводит воду через туннель длиной 22 км к электростанции, содержащей шесть турбогенераторов Пелтона мощностью 170 мегаватт (230 000 л. с.). Плотина Тала расположена примерно в 3 км ниже по течению от электростанции Чукха.